# Limited edition
Een limited edition of beperkte uitgave is een uitgave van een massaproduct in een beperkte oplage. Het kan hierbij gaan om langspeelplaten en cd's maar ook om  boeken en  grafiek of om mode en dergelijke. 
In de tijd van de grammofoonplaat was de limited edition een bekend verschijnsel in platenzaken. Een voorbeeld is de colored vinyl. Soms werd in de platenindustrie het zwarte vinyl waar de platen van geperst werden door een medewerker of vormgever per ongeluk of met opzet vervangen door een andere kleur. Voordat de fabrikanten de afwijking ontdekt hadden waren er soms al duizenden geperst, waarvan wellicht honderden met een andere kleur. Deze min of meer toevallige rariteiten verwierven populariteit onder verzamelaars. Ook tegenwoordig oefenen lage oplagen die als 'limited editions' worden aangeprezen nog altijd aantrekkingskracht uit op verzamelaars. 
Een toespeling op de limited edition was het oorspronkelijke hoesontwerp voor The White Album van de Beatles. Hier werd door een gestempeld serienummer op de hoes de suggestie van de exclusiviteit van een beperkte oplage gewekt terwijl het in feite ging om vele miljoenen exemplaren. Uiteindelijk werden de vintage exemplaren van deze plaat (met de originele hoes uit het eerste jaar van productie) toch weer gezochte verzamelstukken.
Limited editions zijn ook bekend in de modewereld. Een voorbeeld hiervan is dat ontwerpers bijvoorbeeld slechts tien exemplaren van een bepaald kledingstuk laten maken. Door exclusiviteit te garanderen kan er voor het product een hogere prijs gevraagd worden.
Verder vindt men ook limited editions in de sieraden- en horlogebranche, in de autobranche en in de elektronicabranche. Ook in de speelgoedbranche wordt weleens een product als limited edition gelanceerd. 
Gelimiteerde edities komen ook voor in de beeldende kunst en dan met name in de grafiek zoals zeefdruk, etsen en lithografie. Deze kunnen worden genummerd en gesigneerd. Hierbij krijgen de prenten een handgeschreven nummer zoals 1/300, hetgeen staat voor de eerste prent uit een oplage van driehonderd. 
Een ambachtelijk kunstwerk, dat naar zijn aard geen massaproduct is, maar toch in een kleine oplage uitgebracht wordt, noemt men soms een multiple, waarmee de tegenstelling tot een unicaat wordt uitgedrukt. 
Boekedities uit de hoek van de private press en de kunstenaarsboeken zijn per definitie gelimiteerde edities of zelfs unica. De omvang van de oplage wordt hier vaak aangegeven en de afzonderlijke exemplaren individueel genummerd. Net als een eerste druk verwerven deze producten vaak een hogere antiquarische waarde.